# 槽子糕

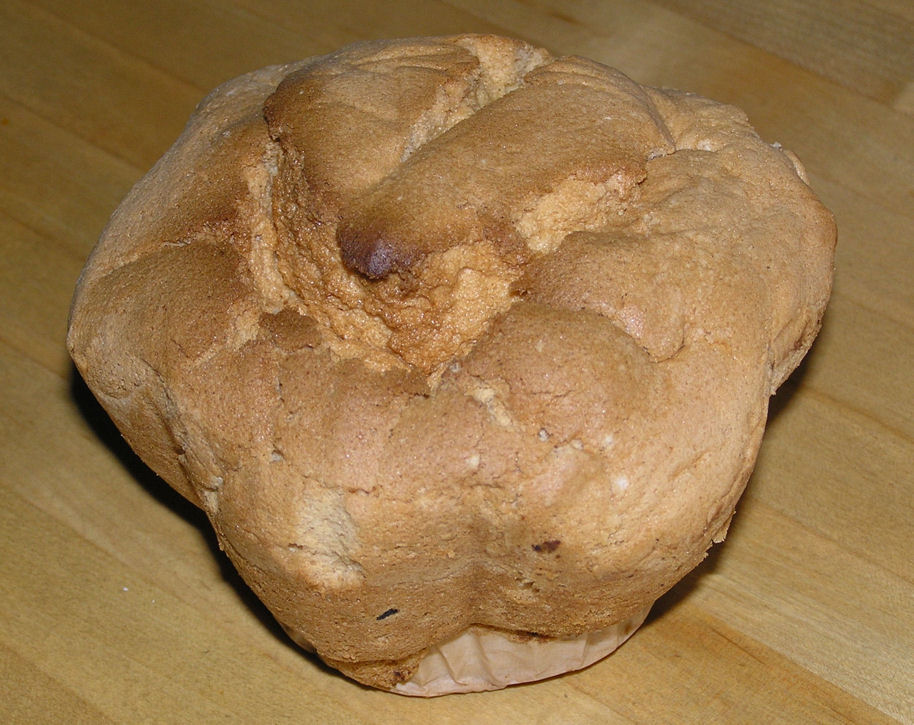
蓮蓉餡雞蛋糕

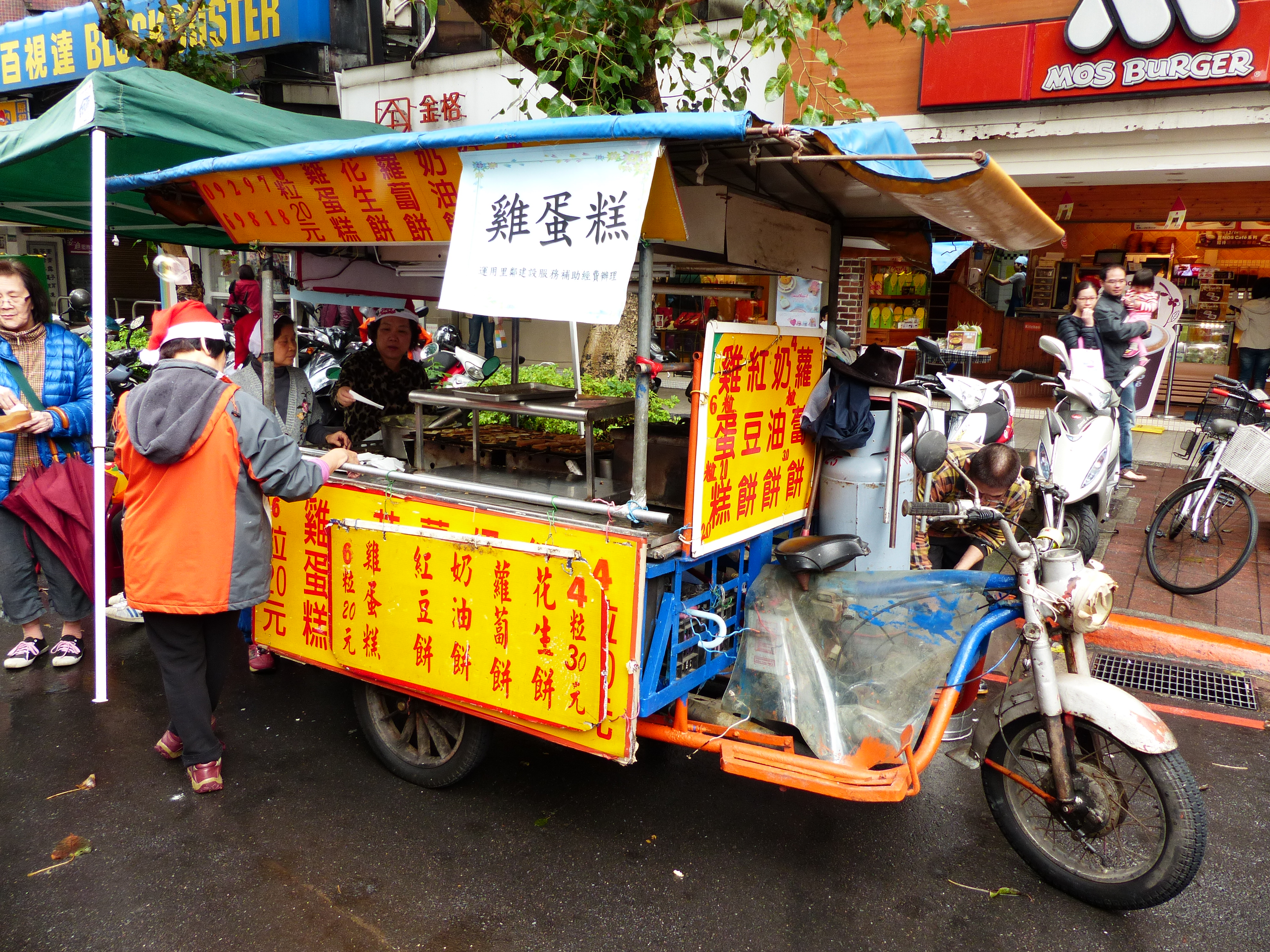
臺灣販售雞卵糕的攤位。

槽子糕，又称鸡蛋糕、雞卵糕、“（老式）蛋糕”，是一种中式糕点，可見於河北、山东、天津、北京、东北、福建、廣東、香港、台灣。在台灣常見於夜市和路邊攤，在香港則見於傳統中式餅家。

## 概要
槽子糕古称“蛋糕”、“槽糕”，《清稗类钞》中记载：“北人罵人之辭，輒有蛋字，……，故於肴饌之蛋字，輒避之。……蛋糕曰槽糕，言其製糕時入槽也。”槽子糕由鲜鸡蛋、糖、麵粉、香料、水，混和在一起後倒入模具加熱而成，入模烘烤而成。傳統上由于是用槽形模具成型烘制，所以称作槽子糕。成品槽子糕呈圆饼状，顶部棕红，底部微黄，口感松软。类似西式蛋糕。現代有不同形狀，隨模具而變。。
槽子糕傳到琉球，成為琉球雞卵糕。
中国北方地区有俗语曰：“没有你个臭鸡子儿（鸡蛋），就不做槽子糕了？”这句话常用于讽刺对方在某件事上无足轻重。